# Стимфалія
Стимфалія (грец. Λίμνη Στυμφαλία) —  озеро розташоване в північно-східній частині Пелопонесу, в номі Коринфія. Це — область заболочених земель, де займаються сільським господарством.